# Avelino López Otero
Avelino López Otero (Meira, 1903 - Lugo, 25 de septiembre de 1936) fue un periodista y político español activo en Galicia.
Nació en el lugar de Acevedo (entonces en el municipio lucense de Meira). Se licenció en Derecho y tras emigrar durante un tiempo a Cuba se instaló en La Coruña, donde fue corresponsal de El Pueblo Gallego. Posteriormente dirigió en Lugo el semanario republicano Guion (1930). Miembro de la masonería, trabajó como secretario de su hermano, el político César López Otero y con él fue el promotor de la constitución del municipio de Ribera de Piquín, escincido de Meira, que se constituyó el 5 de marzo de 1935. Formó parte de la comisión de técnicos que redactó el anteproyecto del Estatuto de Autonomía de Galicia para la asamblea que había convocado el ayuntamiento de Santiago de Compostela en 1932 y que constituyó la versión definitiva del estatuto que se plebiscitó en 1936. Fue secretario general del Partido Republicano Gallego (1934-1935).
Murió asesinado por los sublevados al estallar la guerra civil española.
- Datos: Q8210184
- Multimedia: Avelino López Otero / Q8210184